# Armenia na Letnich Igrzyskach Olimpijskich 2004
Armenia była reprezentowana na Letnich Igrzyskach Olimpijskich 2004 przez 18 zawodników (16 mężczyzn i 2 kobiety).

## Skład kadry

### Boks
| Zawodnik           | Konkurencja               | 1/32                    | 1/16              | Ćwierćfinał         | Półfinał              | Finał                 |
| Zawodnik           | Konkurencja               | Przeciwnik Wynik        | Przeciwnik Wynik  | Przeciwnik Wynik    | Przeciwnik Wynik      | Przeciwnik Wynik      |
| ------------------ | ------------------------- | ----------------------- | ----------------- | ------------------- | --------------------- | --------------------- |
| Aleksan Nalbandian | Waga papierowa (do 48 kg) | Redouane Asloum W 27-20 | Najah Ali W 24-11 | Zou Shiming L 12-20 | → Nie awansował dalej | → Nie awansował dalej |

### Judo
| Zawodnik       | Konkurencja | Eliminacje | 1/16            | Ćwierćfinały      | Półfinały                      | Pierwszy repasaż Runda | repasażowe Ćwierćfinały | repasażowe Półfinały  | Finał                 |
| Zawodnik       | Konkurencja | Wynik      | Wynik           | Wynik             | Wynik                          | Wynik                  | Wynik                   | Wynik                 | Wynik                 |
| -------------- | ----------- | ---------- | --------------- | ----------------- | ------------------------------ | ---------------------- | ----------------------- | --------------------- | --------------------- |
| Armen Nazarian | -60 kg      |            | Alexandre Lee W | M H Akhondzadeh L | Odpadł z tej rundy rywalizacji | J-C Cameroun L         | → Nie awansował dalej   | → Nie awansował dalej | → Nie awansował dalej |

### Lekkoatletyka
| Zawodnik          | Konkurencja   | Kwal. | Kwal. | Ćwierćfinał            | Ćwierćfinał            | Półfinał               | Półfinał               | Finał                  | Finał                  |
| Zawodnik          | Konkurencja   | Wynik | Poz.  | Wynik                  | Poz.                   | Wynik                  | Poz.                   | Wynik                  | Poz.                   |
| ----------------- | ------------- | ----- | ----- | ---------------------- | ---------------------- | ---------------------- | ---------------------- | ---------------------- | ---------------------- |
| Marine Ghazarian  | bieg na 100 m | 12.29 |       | → Nie awansowała dalej | → Nie awansowała dalej | → Nie awansowała dalej | → Nie awansowała dalej | → Nie awansowała dalej | → Nie awansowała dalej |
| Armen Martirosjan | trójskok      | 15.05 | 43    |                        |                        |                        |                        | → Nie awansował dalej  | → Nie awansował dalej  |

### Pływanie
| Zawodnik          | Konkurencje             | Kwal.   | Kwal. | Półfinał               | Półfinał               | Finał                  | Finał                  |
| Zawodnik          | Konkurencje             | Wynik   | Poz.  | Wynik                  | Poz.                   | Wynik                  | Poz.                   |
| ----------------- | ----------------------- | ------- | ----- | ---------------------- | ---------------------- | ---------------------- | ---------------------- |
| Warduhi Awetisjan | 100 m stylem klasycznym | 1:18.87 | 42    | → Nie awansowała dalej | → Nie awansowała dalej | → Nie awansowała dalej | → Nie awansowała dalej |

### Podnoszenie ciężarów
| Zawodnik                  | Konkurencja | Rwanie | Rwanie  | Podrzut | Podrzut | Łącznie | Miejsce |
| Zawodnik                  | Konkurencja | Wynik  | Miejsce | Wynik   | Miejsce | Łącznie | Miejsce |
| ------------------------- | ----------- | ------ | ------- | ------- | ------- | ------- | ------- |
| Armen Ghazarian           | -62 kg      | 135    | 5       | 160     | 4       | 295     | 4       |
| Geworg Aleksanian         | -77 kg      | 162.5  | 5       | DNF     | -       | -       | -       |
| Tigran Wardan Martirosjan | -85 kg      | 167.5  | 6       | 200.0   | 5       | 367.5   | 7       |
| Aszot Danielian           | +105 kg     | DNF    | -       | -       | -       | -       | -       |

### Strzelectwo
| Zawodnik          | Konkurencja                | Kwalifikacje | Kwalifikacje | Finał | Finał   |
| Zawodnik          | Konkurencja                | Wynik        | Miejsce      | Wynik | Miejsce |
| ----------------- | -------------------------- | ------------ | ------------ | ----- | ------- |
| Norajr Bachtamian | Pistolet pneumatyczny 10 m | 582          |              | 681.9 | 7       |
| Norajr Bachtamian | Pistolet dowolny 50 m      | 564          |              | 654.8 | 4       |

### Tenis ziemny
| Zawodnik        | Konkurencja    | Runda 1       | Runda 1   | Runda 2               | Runda 2               | Runda 3               | Runda 3               | Ćwierćfinał           | Ćwierćfinał           | Półfinał              | Półfinał              | Finał                 | Finał                 | Finał                 |
| Zawodnik        | Konkurencja    | Przeciwnik    | Wynik     | Przeciwnik            | Wynik                 | Przeciwnik            | Wynik                 | Przeciwnik            | Wynik                 | Przeciwnik            | Wynik                 | Przeciwnik            | Wynik                 | Medal                 |
| --------------- | -------------- | ------------- | --------- | --------------------- | --------------------- | --------------------- | --------------------- | --------------------- | --------------------- | --------------------- | --------------------- | --------------------- | --------------------- | --------------------- |
| Sarkis Sarksjan | gra pojedyncza | Ivan Ljubičić | L 3-6 2-6 | → Nie awansował dalej | → Nie awansował dalej | → Nie awansował dalej | → Nie awansował dalej | → Nie awansował dalej | → Nie awansował dalej | → Nie awansował dalej | → Nie awansował dalej | → Nie awansował dalej | → Nie awansował dalej | → Nie awansował dalej |

### Zapasy
- Mamied Agajew
- Martin Berberian
- Hajkaz Galystian
- Waghinak Galystian
- Lewon Geghamian
- Arajik Geworkian
- Żirajr Howhannisjan